# Capricornio (álbum)
Capricornio es el tercer álbum de estudio de la cantante española María Isabel.  Fue lanzado el 21 de noviembre de 2006 únicamente en España en formato CD y DVD.

## Lista de canciones
1. De qué vas
2. Súper guay
3. Vampira
4. Washisnein
5. Cometas de cristal
6. Mejor sola que mal acompañada
7. Comba María
8. Fantástica
9. La maleta del abuelo
10. En mi escalera
11. Yo soy del sur
12. Sumar
13. Toma que dale
14. Comme ci comme ça
15. Tómbola (cantando con Marisol) - (bonus track)

## DVD
Videoclips:
- Antes muerta que sencilla
- ¡No me toques las palmas que me conozco!
- Pues va a ser que no
- Quién da la vez
- En mi jardín
- De qué vas

Karaoke (con voz / sin voz):
- Antes muerta que sencilla
- ¡No me toques las palmas que me conozco!
- Pues va a ser que no
- Quién da la vez
- En mi jardín
- De qué vas

Extras:
- Making Of Gira 2005
- Making Of Gira Videoclip "Pues va a ser que no"
- Making Of Videoclip "De qué vas"

## Ediciones
- Capricornio (CD + DVD). Sello: Vale Music.
- Capricornio (CD + DVD). Sellos: Vale Music y Universal Music.

## Sencillo
- De qué vas

## Certificación y ventas
| País   | Proveedor  | Año  | Certificación | Copias certificadas |
| Europa |            |      |               |                     |
| España | Promusicae | 2006 | 1 Oro         | 40.000              |